# Lichans-Sunhar
Lichans-Sunhar – miejscowość i gmina we Francji, w regionie Nowa Akwitania, w departamencie Pireneje Atlantyckie.
Według danych na rok 1990 gminę zamieszkiwały 93 osoby, a gęstość zaludnienia wynosiła 27 osób/km² (wśród 2290 gmin Akwitanii Lichans-Sunhar plasuje się na 1083. miejscu pod względem liczby ludności, natomiast pod względem powierzchni na miejscu 1516.).